# Nậm Càn
Nậm Càn là một xã thuộc huyện Kỳ Sơn, tỉnh Nghệ An, Việt Nam.
Xã Nậm Càn có diện tích 90,79 km², dân số năm 1999 là 1525 người, mật độ dân số đạt 17 người/km².